# Az ősrobbanás lefolyásának grafikus ábrázolása
Az Ősrobbanás lefolyásának grafikus ábrázolása az idő kezdetétől a Primordiális Sötét Kor végéig és a visszaionizálódás (csillagszületés) kezdetéig
A lefolyás időszakai 10-es alapú logaritmikus skálán vannak ábrázolva, de nem log(másodperc) hanem 10*log(másodperc) skálában. Tehát például: 20 jelentése 102másodperc, 150 jelentése 1015 másodperc és -50 jelentése 1/105 másodperc. (A fura egységet programozási indokból választották.)
Megjegyzendő: A zéró idő a logaritmikus időskálán nem létezik, mivel log(0) nem értelmezett. A zéró idő a lineáris időskálán matematikailag létezik, de fizikailag ezen időben a hőmérsékletnek végtelennek kellene lennie, ami a zéró idővel egyetemben nincs értelmezve és elképzelhetetlen!
Megjegyzendő: Az ábra szövegének az angol változat szövegével együtt az angol nyelvű Timeline of the Big Bang cikk állításaival tanácsos ellenőrizni pontosság kedvéért.

## Fordítás
Ez a szócikk részben vagy egészben  a   Graphical timeline of the Big Bang című angol Wikipédia-szócikk fordításán alapul.  Az eredeti cikk szerkesztőit annak laptörténete sorolja fel. Ez a jelzés csupán a megfogalmazás eredetét és a szerzői jogokat jelzi, nem szolgál a cikkben szereplő információk forrásmegjelöléseként.

## Lásd még
- Ősrobbanás